# جود نيوز فرم اوتر سبيس
«جود نيوز فرم اوتر سبيس» هي رواية خيال علمي للكاتب الأمريكي جون كيسيل. في الغالب هي رواية كوميدية تروي قصة مراسل يدعى جورج ابرهارت الذي أعيد انعاشه، يتم التحقيق في تورط أهل الفضاء على الأرض قبل بدء العد التنازلي للهستيريا العالمية لعام2000. وقد وُصِفَ الكتاب بأنه "هيستيري «ويحتوي على حبكة "غونزو» والذي يتماشى بصورة جيدة مع الأفكار الساخرة التي كان كيسيل يحاول أن يبديها